# Karosta
Karosta är en före detta rysk och sovjetisk marinbas i norra utkanten av staden Liepāja på den lettiska Östersjökusten. Den ursprungliga marinbasen grundlades 1890 av tsar Alexander III och uppfördes åren 1890–1906. Den fick det ryska namnet Порт Александра III, på lettiska kallat Kara Osta (krigshamn), senare förkortat Karosta (på ryska Кароста). Efter andra världskriget blev Karosta ett slutet militärt område och huvudbas för den sovjetiska Östersjöflottan. I dag är Karosta en nordlig stadsdel i den lettiska staden Liepāja med många karakteristiska lämningar från den militära epoken.

## Bilder

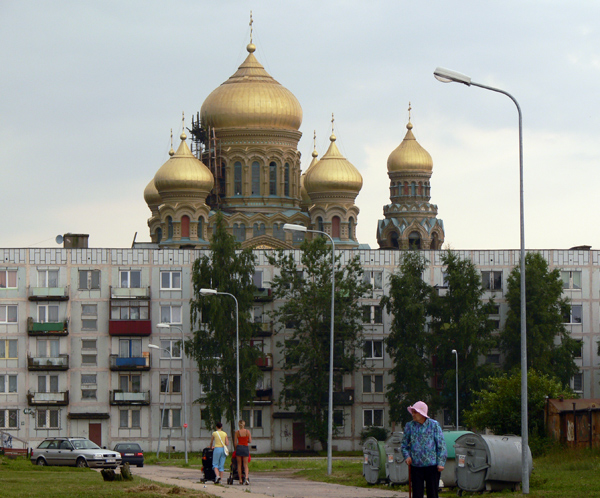
Sovjetiska flerfamiljshus framför den rysk-ortodoxa örlogskatedralen Sankt Nicholas.
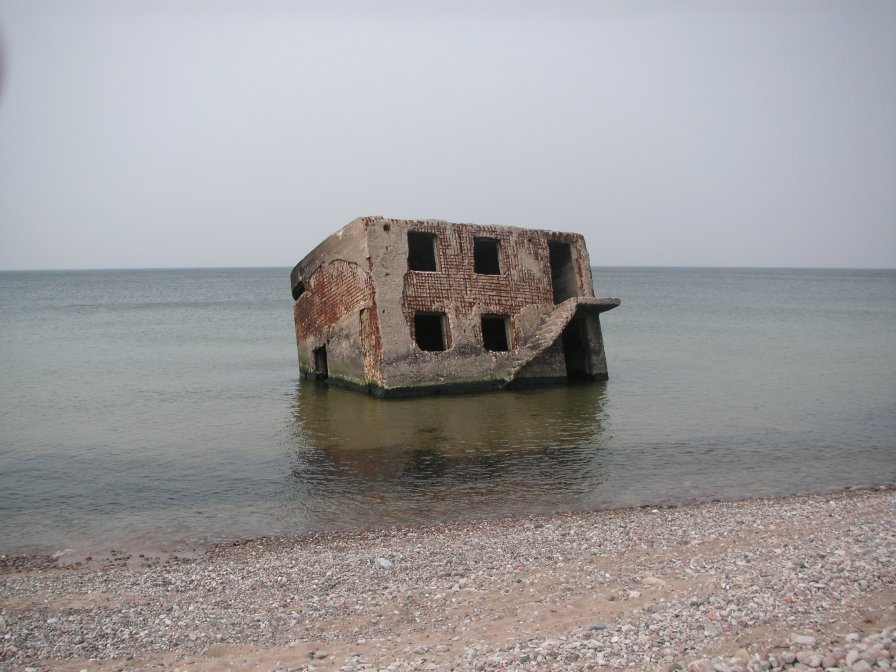
Kust med lämningar från tsarryska försvarsanläggningar.
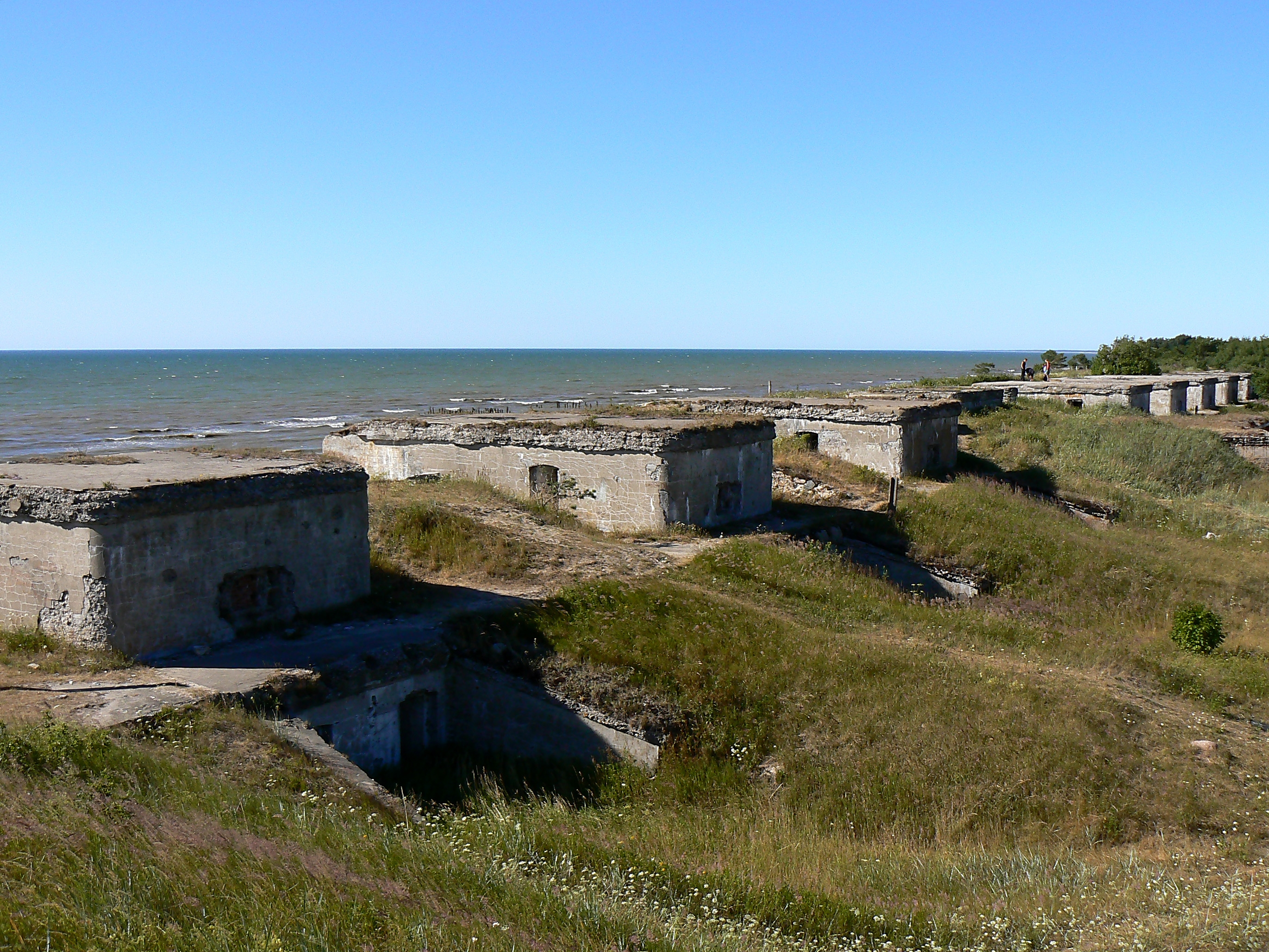
Batterier vid kusten.
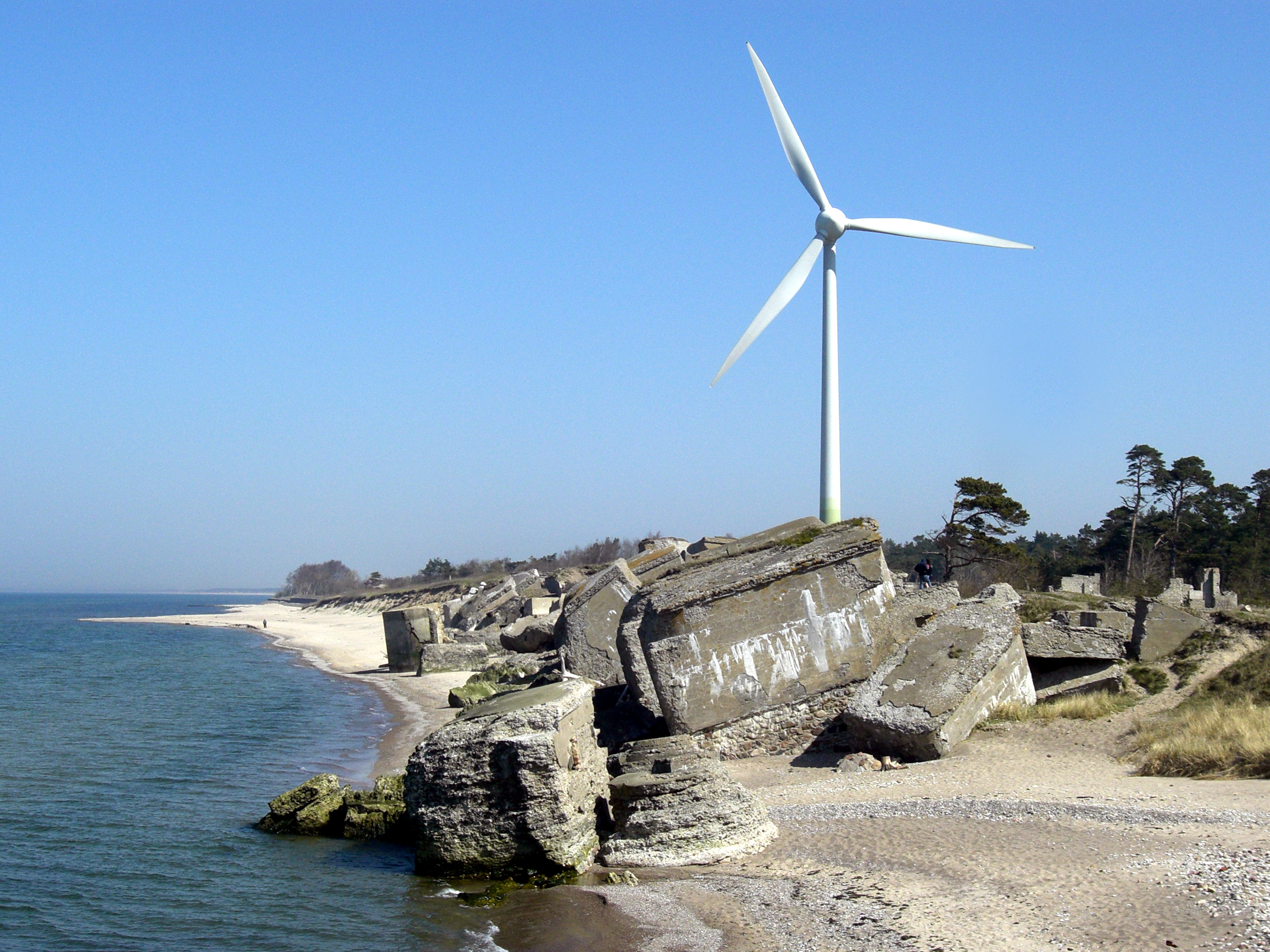
Militära lämningar.